# Temporada 1996-97 de los Philadelphia 76ers
La temporada 1996-97 fue la cuadragésimo octava de los Philadelphia 76ers en la NBA, y la trigésimo cuarta en Filadelfia, Pensilvania, tras haber jugado hasta entonces en Syracuse bajo el nombre de Syracuse Nationals. La temporada regular acabó con 22 victorias y 60 derrotas, ocupando el decimocuarto puesto de la conferencia Este, no logrando clasificarse para los playoffs.
Fue la primera temporada que disputarían como local en el CoreStates Center, tras 29 temporadas en The Spectrum.

## Elecciones en elDraft
| Ronda | Puesto | Jugador          | Posición  | Nacionalidad   | Universidad      |
| ----- | ------ | ---------------- | --------- | -------------- | ---------------- |
| 1     | 1      | Allen Iverson    | Base      | Estados Unidos | Georgetown       |
| 2     | 31     | Mark Hendrickson | Alero     | Estados Unidos | Washington State |
| 2     | 32     | Ryan Minor       | Escolta   | Estados Unidos | Oklahoma         |
| 2     | 48     | Jamie Feick      | Ala-Pívot | Estados Unidos | Michigan State   |

## Temporada regular
| División Atlántico   | División Atlántico | División Atlántico | División Atlántico | División Atlántico | División Atlántico | División Atlántico | División Atlántico | División Atlántico |
| Equipo               | G                  | P                  | %                  | PD                 | Casa               | Fuera              | Div                |                    |
| -------------------- | ------------------ | ------------------ | ------------------ | ------------------ | ------------------ | ------------------ | ------------------ | ------------------ |
| y-Miami Heat         | 61                 | 21                 | .744               | –                  | 29–12              | 32–9               | 16–8               |                    |
| x-New York Knicks    | 57                 | 25                 | .695               | 4                  | 31–10              | 26–15              | 19–6               |                    |
| x-Orlando Magic      | 45                 | 37                 | .549               | 16                 | 26–15              | 19–22              | 13–11              |                    |
| x-Washington Bullets | 44                 | 38                 | .537               | 17                 | 25–16              | 19–22              | 14–10              |                    |
| New Jersey Nets      | 26                 | 56                 | .317               | 35                 | 16–25              | 10–31              | 11–13              |                    |
| Philadelphia 76ers   | 22                 | 60                 | .268               | 39                 | 11–30              | 11–30              | 11–14              |                    |
| Boston Celtics       | 15                 | 67                 | .183               | 46                 | 11–30              | 4–37               | 1–23               |                    |

## Estadísticas

### Temporada regular
| Rk | Jugador               | Edad | P  | PT | MP   | TC  | TCI  | %TC  | T3  | T3I | %T3  | TL  | TLI | %TL   | RO  | RD  | RT   | AS  | RB  | TAP | BP  | FP  | PTS  |
| -- | --------------------- | ---- | -- | -- | ---- | --- | ---- | ---- | --- | --- | ---- | --- | --- | ----- | --- | --- | ---- | --- | --- | --- | --- | --- | ---- |
| 1  | Allen Iverson         | 21   | 76 | 74 | 40.1 | 8.2 | 19.8 | .416 | 2.0 | 6.0 | .341 | 5.0 | 7.2 | .702  | 1.5 | 2.6 | 4.1  | 7.5 | 2.1 | 0.3 | 4.4 | 3.1 | 23.5 |
| 2  | Jerry Stackhouse      | 22   | 81 | 81 | 39.1 | 6.6 | 16.1 | .407 | 1.3 | 4.2 | .298 | 6.3 | 8.2 | .766  | 1.9 | 2.2 | 4.2  | 3.1 | 1.1 | 0.8 | 3.9 | 2.7 | 20.7 |
| 3  | Derrick Coleman       | 29   | 57 | 54 | 36.9 | 6.4 | 14.7 | .435 | 0.6 | 2.1 | .269 | 4.8 | 6.4 | .745  | 2.8 | 7.3 | 10.1 | 3.4 | 0.9 | 1.3 | 3.2 | 2.9 | 18.1 |
| 4  | Clarence Weatherspoon | 26   | 82 | 82 | 36.0 | 4.9 | 9.9  | .491 | 0.0 | 0.1 | .167 | 2.5 | 3.4 | .738  | 2.7 | 5.6 | 8.3  | 1.7 | 0.9 | 1.0 | 1.7 | 2.3 | 12.2 |
| 5  | Mark Davis            | 23   | 75 | 17 | 22.7 | 3.3 | 7.1  | .469 | 0.3 | 1.2 | .258 | 1.5 | 2.2 | .673  | 1.8 | 2.5 | 4.3  | 1.8 | 1.1 | 0.4 | 1.6 | 3.1 | 8.5  |
| 6  | Scott Williams        | 28   | 62 | 52 | 21.2 | 2.6 | 5.1  | .509 | 0.0 | 0.0 | .000 | 0.6 | 0.9 | .691  | 2.5 | 3.9 | 6.4  | 0.7 | 0.7 | 0.7 | 0.8 | 3.3 | 5.8  |
| 7  | Don MacLean           | 27   | 37 | 2  | 19.8 | 4.4 | 9.9  | .447 | 0.3 | 1.0 | .316 | 1.7 | 2.6 | .660  | 1.1 | 2.7 | 3.8  | 1.0 | 0.3 | 0.3 | 1.3 | 1.9 | 10.9 |
| 8  | Rex Walters           | 26   | 59 | 16 | 17.6 | 2.5 | 5.5  | .455 | 1.0 | 2.5 | .385 | 0.8 | 1.1 | .790  | 0.4 | 1.5 | 1.8  | 1.9 | 0.5 | 0.1 | 1.0 | 1.3 | 6.8  |
| 9  | Michael Cage          | 35   | 82 | 24 | 15.2 | 0.8 | 1.7  | .468 | 0.0 | 0.0 |      | 0.2 | 0.5 | .463  | 1.4 | 2.5 | 3.9  | 0.5 | 0.6 | 0.5 | 0.2 | 1.4 | 1.8  |
| 10 | Lucious Harris        | 26   | 54 | 3  | 15.1 | 2.1 | 5.4  | .381 | 0.7 | 1.8 | .364 | 0.6 | 0.9 | .702  | 0.5 | 0.8 | 1.3  | 0.9 | 0.8 | 0.1 | 0.6 | 0.8 | 5.4  |
| 11 | Adrian Caldwell       | 30   | 27 | 0  | 13.5 | 1.1 | 2.1  | .526 | 0.0 | 0.0 |      | 0.4 | 1.2 | .364  | 1.4 | 2.7 | 4.1  | 0.3 | 0.3 | 0.3 | 0.6 | 2.2 | 2.7  |
| 12 | Joe Courtney          | 27   | 4  | 0  | 13.0 | 1.5 | 3.5  | .429 | 0.0 | 0.0 |      | 0.0 | 0.0 |       | 1.3 | 1.0 | 2.3  | 0.0 | 0.0 | 0.0 | 0.3 | 2.0 | 3.0  |
| 13 | Mark Hendrickson      | 22   | 29 | 1  | 10.4 | 1.1 | 2.7  | .416 | 0.1 | 0.4 | .250 | 0.6 | 0.9 | .692  | 1.2 | 2.0 | 3.2  | 0.1 | 0.3 | 0.1 | 0.5 | 1.1 | 2.9  |
| 14 | Doug Overton          | 27   | 61 | 4  | 10.4 | 1.3 | 3.1  | .426 | 0.2 | 0.7 | .250 | 0.7 | 0.8 | .938  | 0.3 | 0.8 | 1.1  | 1.7 | 0.4 | 0.0 | 0.6 | 0.7 | 3.6  |
| 15 | Frankie King          | 24   | 7  | 0  | 8.4  | 1.0 | 2.4  | .412 | 0.1 | 0.3 | .500 | 0.7 | 0.7 | 1.000 | 0.6 | 1.4 | 2.0  | 0.7 | 0.6 | 0.0 | 0.4 | 1.0 | 2.9  |
| 16 | Mark Bradtke          | 28   | 36 | 0  | 7.0  | 0.7 | 1.6  | .431 | 0.0 | 0.0 |      | 0.3 | 0.4 | .692  | 0.7 | 1.2 | 1.9  | 0.2 | 0.1 | 0.1 | 0.3 | 0.9 | 1.6  |

## Galardones y récords
| Jugador       | Galardón                                                     |
| Allen Iverson | Rookie del Año de la NBA Mejor quinteto de rookies de la NBA |